# Agalmoscelis resplendens
Agalmoscelis resplendens är en fjärilsart som beskrevs av Diakonoff 1955. Agalmoscelis resplendens ingår i släktet Agalmoscelis och familjen signalmalar. Inga underarter finns listade i Catalogue of Life.